# Nowonikołajewka (Chakasja)
Nowonikołajewka (ros. Новониколаевка) – wieś (dieriewnia) w Rosji, w Chakasji, w rejonie biejskim. W 2021 liczyła 561 mieszkańców.